# Bulbophyllum gomesii
Bulbophyllum gomesii är en orkidéart som beskrevs av Claudio Nicoletti de Fraga. Bulbophyllum gomesii ingår i släktet Bulbophyllum och familjen orkidéer. Inga underarter finns listade i Catalogue of Life.